# Protogygia elevata
Protogygia elevata là một loài bướm đêm trong họ Noctuidae.